# Freisa d'Asti
Il Freisa d'Asti è un vino DOC la cui produzione è consentita nella provincia di Asti.

## Caratteristiche organolettiche
- colore: rosso granato cerasuolo piuttosto chiaro, con tendenza a leggero arancione quando il vino invecchia.
- odore: caratteristico, delicato, di lampone e di rosa.
- sapore: amabile, fresco con sottofondo assai gradevole di lampone.

## Storia
Le prime documentazioni sulla varietà Freisa d'Asti all'inizio del Cinquecento. Se ne trova traccia nei documenti di pedaggio della dogana di Pancalieri. In base a tali documenti, le freise sono poste tra i vini pregiati e sono stimate il doppio del vino comune.
La prima descrizione dedicata alla "Freisa" risale alla fine del Settecento ed è quella del Conte Giuseppe Nuvolone-Pergamo, direttore dell'Orto Sperimentale della Reale Società di Agricoltura di Torino che inserisce il vitigno fra le uve nere piemontesi di prima qualità.
Alla fine dell'Ottocento la coltivazione della Freisa venne intensificata, per la sua caratteristica di resistere all'attacco della peronospora.
Alla fine dell'Ottocento il Freisa è segnalato come vitigno predominante nel circondario di Torino e come uno dei più reputati vini di bottiglia richiesti a Torino. Negli stessi anni anche nel circondario di Asti il Freisa era considerato un vitigno ed un vino molto diffuso.
La produzione di questo vitigno viene oggi promossa dal GAL Basso Monferrato Astigiano, da segnalare la fiera "Le contrade del Freisa" a Buttigliera d'Asti il 1º maggio di ogni anno.

## Produzione
Provincia, stagione, volume in ettolitri
- nessun dato disponibile

In genere la Freisa veniva vinificata soprattutto in versione spumante o "mossa". Se ne ottiene così un vino di facile accesso, beverino e poco impegnativo, abbastanza vicina come tipologia ai lambruschi mantovani e reggiani o alla bonarda dell'oltre Po. Questa scelta deriva anche dal fatto che la Freisa, benché sia genealogicamente una parente stretta del ben più famoso Nebbiolo, l'uva principe del Piemonte, ha con una componente tannica sensibilmente più marcata di questo. Da alcuni decenni è però prodotta in versione "ferma". Vino da tutto pasto, di buon corpo, è secco e asciutto.